# Jan Doležálek
Jan Doležálek (23 de mayo de 2002) es un deportista de República Checa que compite en atletismo. Ganó una medalla de oro en el Campeonato Mundial de Atletismo Sub-20 de 2021, en la prueba de lanzamiento de martillo.